# Siège de Port-Royal (1707)
Pour les articles homonymes, voir Siège de Port-Royal.
Deuxième Guerre intercoloniale
Batailles
Québec et Terre-Neuve :
- Terre-Neuve
- Saint-Jean (1re)
- Saint-Jean (2e)
- Fort Albany
- Québec

Acadie et Nouvelle-Angleterre :
- Côte nord-est
- Deerfield
- Grand Pré
- Port-Royal (1er)
- Haverhill
- Port-Royal (2e)
- Bloody Creek

Caroline et Floride :
- Flint River
- St. Augustine
- Apalache
- Charles Town
- Pensacola

Le siège de Port-Royal eut lieu à deux reprises en 1707, soit du 6 juin au 17 juin, et le 22 août durant la deuxième guerre intercoloniale.

## Historique
Le siège de Port-Royal est marqué par deux assauts séparés de la Nouvelle-Angleterre pour prendre l'Acadie en capturant sa capitale, Port-Royal (aujourd'hui Annapolis Royal). Les deux tentatives fut effectuées par les colons de Boston. Port-Royal est défendu par Daniel d'Auger de Subercase, gouverneur de l'Acadie.
Le premier siège commence le 6 juin 1707, et dure 11 jours. Le colonel anglais, John March (en), avait établi des positions proches du fort de Port-Royal, mais son ingénieur ne pouvant pas débarquer les canons nécessaire à l'assaut, force les colons anglais à se retirer. Le deuxième siège commence le 22 août, mais les colons anglais ne purent pas non plus établir leurs camps en raison des sorties organisées par le gouverneur acadien Daniel d'Auger de Subercase.